# Бидіно
Би́діно (рос. Быдино) — присілок у складі Мішкинського району Курганської області, Росія. Входить до складу Введенської сільської ради.
Населення — 1 особа (2010, 44 у 2002).